# Калло, Анри
Анри Калло (фр. Henri Callot) — французский фехтовальщик, серебряный призёр летних Олимпийских игр 1896.
На Играх Калло участвовал в соревнованиях на рапирах. Он стал победителем в своей группе, не проиграв ни одного поединка, но в финале уступил своему соотечественнику Эжену-Анри Гравлоту.